# 台灣國際專案管理師協會
社團法人台灣國際專案管理師協會（英文：Institute of Taiwan Project Management），簡稱 ITPM。成立於2006年,為中華民國內政部核准立案的全國性專業人士社團，其連結一群通過美國國際專案管理學會核證的國際專案管理師（Project Management Professional， 簡稱PMP）而成的專案經理實務社群，其核心價值是推動PMBOK專案管理知識體系指南落實於台灣各領域及重大建設專案，並找出並推廣適合台灣中小企業的專案管理實踐案例。
社團法人台灣國際專案管理師協會曾在2009年八八水災時發動300多位國際專案管理師合作制定「八八水災災後重建及預防專案WBS（工作分解結構）計畫書」，並因此獲得2010年國際專案管理學會公益社團貢獻獎。

## 各地區分會
目前在全台有五個分會,每年有60場次以上的活動供PMP聚集與交流。並藉由每年不同的年度活動營凝聚全台灣PMP的能量
- 台北分會
- 新竹分會
- 台中分會
- 台南分會
- 高雄分會

## 歷史沿革
自2006年於高雄創立協會，目前有五個分會提供相關協助。從小眾累積到現在的規模，其發展歷程為：
- 2006年由周龍鴻創立社團法人國際專案管理師協會
- 2006年6月高雄分會成立
- 2007年1月台北分會及台南分會成立
- 2007年10月台中分會成立
- 2008年9月新竹分會成立

會員可參與全國各分會相關活動，每月至少提供有一次的月會（講座）提供新知或實務分享等，讓會員得以學習，歷任理事長如下：
- 第一屆及第二屆 理事長 周龍鴻,PgMP
- 第三屆 理事長 朱國權,PMP
- 第四屆 理事長 劉開國,PMP
- 第五屆 理事長 洪家駿,PMP
- 第六屆 理事長 袁明義,PMP
- 第七屆 理事長 張峰睿,PMP